# Harttia trombetensis
Harttia trombetensis är en fiskart som beskrevs av Rapp Py-daniel och Oliveira 2001. Harttia trombetensis ingår i släktet Harttia och familjen Loricariidae. Inga underarter finns listade i Catalogue of Life.